# Valloniidae
Valloniidae zijn een familie van weekdieren uit de klasse van de Gastropoda (slakken).

## Geslachten
- Acanthinula Beck, 1847
- Vallonia Risso, 1826